# آنت (کمون)
آنت (به فرانسوی: Anet) یک کمون در فرانسه است که در اور-ا-لوآر واقع شده‌است. آنت ۷٫۸۵ کیلومتر مربع مساحت دارد.

## خواهرخوانده
شهر Hohensachsen خواهرخواندهٔ آنت (کمون) هست.